# Zoramia viridiventer
Zoramia viridiventer is een straalvinnige vissensoort uit de familie van kardinaalbaarzen (Apogonidae). De wetenschappelijke naam van de soort is voor het eerst geldig gepubliceerd in 2005 door Greenfield, Langston & Randall.